# France Svetlana
France Svetlana (nacida France Svetlana Farías Carrillo, el 10 de enero de 1994 en Aguascalientes, México) es una política, abogada, actriz y modelo  mexicana.
Fue candidata a Diputada Federal por el Distrito electoral federal 3 de Aguascalientes, con el partido Movimiento Ciudadano en las elecciones federales del 2021, quedando sólo después de Morena y la Coalición Va por México.
Tiene una afición por las artes, siendo la más notable su participación como actriz y modelo. Trabajando con personalidades como Coco Rocha, Lolita cortés, Gloria Mayo.
Ha aparecido en videos musicales como "3pleX" de Guaynaa, "Malbec" de Humbe con Reik y extra en películas como Señora Influencer y Quiero tu vida de ViX.
Se desempeña como vicepresidenta del Colegio de Abogados del Estado de Aguascalientes en el periodo 21-23.

## Primeros años
Nació en Aguascalientes capital. 
En 2009 inicia estudios de actuación, cine y teatro musical, experimentando modelaje y otras variantes artísticas. Sin embargo, la influencia política y mediática de su padre, el Dr. Salvador Farías Higareda, la orilló a empaparse y acercarse al mundo de la abogacía.
Farías tomó clases de baile, canto y actuación durante toda su vida, siendo su madre quien la impulsaba a seguir persiguiendo el área artística.

## Vida estudiantil y primeros años de trabajo
Se graduó de la licenciatura en Derecho por la Universidad Autónoma de Aguascalientes y poco después inició la revista "La Defensora del Consumidor", sin embargo, su inquietud por el arte la hizo inscribirse en la Academia de Lolita Cortés en la CDMX, mudándose a la capital.
En el 2021, su postulación como candidata a Diputada Federal por el Distrito electoral federal 3 de Aguascalientes, con el partido Movimiento Ciudadano en las elecciones federales del 2021 la hizo regresar a Aguascalientes y causó que se interesara mediáticamente en problemas como la infraestructura de la distribución del agua en el estado de Aguascalientes.

## Actualidad
Actualmente posee una tienda de artículos varios en Aguascalientes llamada "TiendaChels" donde comparte de ello en sus redes sociales.
Ha tenido aparición extra en distintas series y películas. Fue entrenada por la modelo internacional Coco Rocha en su Coco Rocha Model Camp en 2022.
Farías continúa en la iniciativa privada, colabora en el despacho de su padre Salvador Farías y sigue difundiendo la revista "La Defensora del Consumidor" en el país. 

## Idiomas
Desde pequeña fue entusiasta de los idiomas. Habla inglés, francés, italiano, alemán y un poco de chino mandarín debido a que a los 16 realizó un intercambio de verano en Beijing y a los 22 en la Universidad de Regensburg en Ratisbona (Baviera, Alemania) 

## Distinciones
- Excelencia en una Campaña Electoral (General) The Washington Academy of Political Arts & Sciences®[1] (2021)